# 제마 아터턴
제마 아터턴(영어: Gemma Arterton, 1986년 1월 12일 ~ )은 잉글랜드의 배우이다. 로런스 올리비에상에 두 차례 후보로 올랐다.

## 출연 작품

### 영화
- 세인트 트리니안스 (2007)
- 007 퀀텀 오브 솔러스 (2008)
- 타마라 드류 (2010)
- 타이탄 (2010)
- 페르시아의 왕자: 시간의 모래 (2010)
- 헨젤과 그레텔: 마녀 사냥꾼 (2013) - 그레텔 역
- 더 보이스 (2014) - 피오나 역
- 아름다운 날들 (2016)
- 비타 앤 버지니아 (2018)
- 머더 미스터리 (2019) - 그레이스 밸러드 역
- 킹스맨: 퍼스트 에이전트 (2021)
- 어메이징 모리스 (2022) - 피치스 역 (애니메이션)

### 연극
- 사랑의 헛수고 (2007)
- 건축가 솔네스 (2010)
- 말피의 공작부인 (2014)
- 세인트 존 (2017)